# Cercanías Madrid
Cercanías Madrid é o serviço ferroviário explorado pela empresa Renfe Operadora que liga a cidade de Madrid à sua área metropolitana e às principais povoações da Comunidade de Madrid, sobre a infraestrutura do Adif. A sua rede estende-se por toda a Comunidade de Madrid e também pelas localidades limítrofes das províncias de Guadalajara (Azuqueca de Henares e Guadalajara) e de Segóvia (Cotos). Também está prevista a sua chegada à localidade toledana de Illescas. A rede possui também vários interfaces com o Metro de Madrid, com o qual existe correspondência em mais de vinte estações. 
Atualmente, a rede de Cercanías de Madrid conta com mais de dez linhas em funcionamento que discorrem por trezentos e setenta quilómetros de vias férreas e conta com cento e uma estações no total.

## Linhas
| Linha | Percurso | km  |
| ----- | --- | --- |
| C-1   | Chamartín - Fuente de la Mora - Aeropuerto T4                                                                                      | 24  |
| C-2   | Guadalajara - Alcalá de Henares - Atocha - Recoletos - Chamartín                                                                   | 65  |
| C-3   | El Escorial - Chamartín - Sol - Atocha - Aranjuez                                                                                  | 106 |
| C-4   | Alcobendas-San Sebastián de los Reyes - Cantoblanco Universidad - Chamartín - Sol - Atocha - Parla                                 | 62  |
| C-4   | Colmenar Viejo - Cantoblanco Universidad - Chamartín - Sol - Atocha - Parla                                                        | 62  |
| C-5   | Móstoles–El Soto - Atocha - Fuenlabrada - Humanes                                                                                  | 45  |
| C-7   | Alcalá de Henares - Atocha - Recoletos - Chamartín - Las Rozas - Príncipe Pío - Atocha - Recoletos - Chamartín - Fuente de la Mora | 95  |
| C-8   | Santa María de la Alameda - Villalba - Chamartín - Recoletos - Atocha (3 serviços)                                                 | 78  |
| C-8   | (Segóvia) - Cercedilla - Villalba - Chamartín - Recoletos - Atocha                                                                 | 78  |
| C-8   | Ávila - El Escorial (4 serviços) / Ávila - Chamartín (1 serviço)                                                                   | 78  |
| C-9   | Cercedilla - Cotos | 18  |
| C-10  | Villalba - Príncipe Pío - Atocha - Recoletos - Chamartín                                                                           | 59  |

### Estações e linhas suprimidas
Nos últimos anos, foram suprimidas algumas estações e apeadeiros devido à baixa procura registada. Entre essas estações e linhas incluem-se:
- Los Peñascales e Pitis, apeadeiros encerrados em 1991, embora esta última tenha reaberto em 1999, com a chegada do metro;
- Seseña, sem serviço desde 11 de abril de 2007;
- El Tejar, sem serviço desde 1 de agsoto de 2010;
- Cercedilla Pueblo, Las Heras, Camorritos, Siete Picos,  Dos Castillas e Vaquerizas, apeadeiros encerrados no verão de 2011. Anteriormente tinha sido encerrado o apeadeiro de Collado Albo.
- A linha C-3a com as suas duas estações, Parque de Ocio e San Martin de la Vega, no dia 4 de abril de 2012.

## Operação

### Horários
Os horários de funcionamento dos comboios de Cercanías de Madrid dependem da cada linha, embora aproximadamente todas comecem, num dia útil, entre as 05:00 e as 05:30 e terminem às 00:00. O primeiro dos comboios sai às 05:07 da estação de Móstoles-El Soto (Linha C-5), com destino a Atocha. Um caso especial é o da linha C-9, de Cercedilla a Cotos, que pelo seu caráter meramente turístico, funciona somente das 09:30 às 20:30.
A frequência dos comboios depende da população das cidades que atravessa a cada linha, bem como da afluência de passageiros. A seção central da rede (de Atocha a Chamartín, passando por Recoletos e Nuevos Ministerios, comummente denominado como o Túnel de la Risa), dispõe de comboios a cada 3 ou 4 minutos (de diversas linhas). Durante os dias úteis em El Escorial e Cercedilla existem comboios a cada hora salvo em horário de ponta, quando partem comboios cada 30 minutos. Os comboios com destino a Santa María de la Alameda são três diariamente, que se suprimem aos fins de semana; os de Ávila são cinco diariamente que se reduzem aos fins de semana a quatro e saem de El Escorial; os comboios a Segóvia são sete nos dias úteis e cinco aos fins de semana e, finalmente, os de Valladolid partem cada dia excepto às sextas-feiras, quando desde Madrid sai um segundo comboio pela tarde, e aos domingos, quando parte de Valladolid esse mesmo comboio.

### Material circulante
No núcleo de Cercanías Madrid usam-se as seguintes séries de trens/comboios da Renfe:
- 442 na linha C-9, especiais para bítola métrica.
- 446 nas linhas C-2 (raramente nas linhas C-3 e C-4), C-5, C-7, C-8 e C-10.
- 450 nas linhas C-2, C-7, C-8 e C-10.
- Civia 465 nas linhas C-1, C-2, C-3, C-4, C-7, C-8 e C-10.

## Comboios CIVIS
Os comboios CIVIS do núcleo de Cercanías Madrid costumam operar em hora de ponta. De manhã, partem comboios desde a periferia para Madrid e em horário de tarde desde Madrid para a periferia. De segunda a sexta-feira existe este serviço nas linhas seguintes:
- Guadalajara <> Chamartín
- Aranjuez <> Chamartín
- Villalba <> Chamartín

Aos sábados existe, excecionalmente, um serviço especial que realiza o trajeto Chamartín <> San Martín de la Vega dando serviço ao Parque Warner situado nessa localidade, efetuando paragem apenas em algumas estações do percurso. Não figura como um serviço CIVIS, mas é semelhante no seu esquema de paragens.

## Bilhetes
A rede de Cercanías faz parte do Consórcio Regional de Transportes de Madrid e, portanto, utiliza o seu sistema tarifário zonal, baseado em coroas concêntricas à volta de Madrid.
O preço do bilhete depende do número de zonas atravessadas na viagem (e não da distância percorrida), e custa o mesmo todos os dias da semana. Existem vários tipos de bilhetes válidos na rede de Cercanías:
- Billete Sencillo (Bilhete simples): É um bilhete válido para uma só pessoa e para realizar uma viagem em duas horas desde a sua aquisição.
- Ida y regreso (Ida e volta): Permite fazer uma viagem de ida e o seu regresso no mesmo dia ou no dia seguinte. O seu preço é justamente o dobro do preço do bilhete simples.
- Bonotrén: Permite realizar 10 viagens durante 30 dias consecutivos para um ou mais passageiros com a mesma origem e destino.
- Abono mensual (Passe mensal): Permite realizar duas viagens por dia durante 30 dias consecutivos para uma só pessoa.
- Abono transportes (Passe transportes): Bilhete conjunto do Consórcio Regional de Transportes de Madrid, que permite realizar viagens ilimitadas durante o mês corrente, para as zonas para que se adquiriu, em toda a rede de transportes de Madrid (comboio, autocarro e metro).
- Abono turístico (Passe turístico): Bilhete que permite viajar por toda a rede de Cercanías do município de Madrid (Zona A), ou de toda a comunidade, Toledo, Cuenca e Guadalajara (Zona T), durante um período de curta duração (1 a 7 dias).
- Abono trimestral universitario (Passe trimestral universitário): de uso exclusivo para pessoas em posse do cartão que lhe acredite como estudante da Universidade de Alcalá de Henares, Autónoma de Cantoblanco, Carlos III de Madrid ou da Universidade Rey Juan Carlos ou como funcionário de alguma destas duas últimas.

### Tarifas
Janeiro de 2011
| Zonas percorridas | Billete simples (€) | Bonotrén (€) | Abono mensual (€) |
| ----------------- | ------------------- | ------------ | ----------------- |
| 1 ou 2            | 1,35                | 7,40         | 26,60             |
| 3                 | 1,50                | 11,30        | 33,75             |
| 4                 | 2,15                | 17,15        | 54,35             |
| 5                 | 2,80                | 21,15        | 63,10             |
| 6                 | 3,35                | 26,25        | 74,35             |
| 7                 | 4,40                | 32,40        | 85,30             |